# Judith Leão Castello Ribeiro
Judith Leão Castello Ribeiro (Serra, 31 de agosto de 1898 — Rio de Janeiro, 23 de março de 1982) foi uma política brasileira. Foi a primeira mulher eleita deputada estadual pelo Espírito Santo e se manteve no cargo por quatro legislaturas consecutivas.

## Biografia

### Educadora
Judith Leão Castello Ribeiro nasceu no município de Serra, em 31 de agosto de 1898, filha de João Dalmácio Castello e de Maria Grata Leão Castello. Leão Castello é a união de duas famílias portuguesas —- Leão e Castello — das cidades de Penafiel e do Porto, respectivamente. Educadora desde o início, Judith cursou a escola primária na Serra, e em seguida prestou exame de admissão para o Colégio do Carmo, em Vitória, onde obteve seu diploma no Curso Normal. Ainda jovem, passou a lecionar no Ginásio São Vicente de Paulo, na mesma cidade, onde estudaram várias figuras proeminentes do cenário nacional, dentre elas, seus alunos, o ex-senador João Calmon e o jurista capixaba Clóvis Ramalhete, ex-ministro do Supremo Tribunal Federal. No São Vicente, durante quarenta anos, ministrou cursos em diversas áreas do conhecimento, tais como Sociologia, Pedagogia, Psicologia, Geografia, Didática, entre outras.
Em 1930, Judith foi convidada a lecionar na Escola Normal Pedro II, em Vitória, onde tornou-se catedrática de "Ciências Pedagógicas", em 1932. Lá, permaneceu por diverso anos até sua aposentadoria em 1963. Além das cadeiras relativas ao curso de "Ciências Pedagógicas", ministrou, também, aulas de Psicologia, Metodologia e Prática de Ensino, Educação Moral e Cívica, Economia e Ensino Rural. Desde então, Judith estava inclinada à política, entendendo a educação com ênfase humanística, como instrumento privilegiado de transformação social. Visando estimular o aprimoramento cultural de seus alunos, entre outras coisas, fundou o "Museu Pedagógico", além de iniciar a publicação da Folha Escola, jornal de circulação interna das classes primárias, na Escola Normal Pedro II. Criou também o Bureau de Correspondências, que garantia o intercâmbio entre as normalistas capixabas e os alunos de outros estados e países. Estabeleceu, além disso, uma hora destinada à "Iniciação Literária e Musical", assim como uma outra para "Cultura e Arte".
Com o apoio de diretores e alunas, Judith fundou a "Caixa Escolar Eurico Sales", responsável por parte das verbas destinadas à merenda escolar dos alunos das classes primárias. Em 13 de fevereiro de 1932, submeteu-se a concurso aberto pelo Governador Provisório, Capitão João Punaro Bley. O concurso foi realizado em sessão pública, no auditório do Grupo Escolar Gomes Cardim, em Vitória, onde Judith apresentou, diante da plateia, a tese intitulada "A Educação e o Ensino Interessante". Foi classificada em primeiro lugar pela banca examinadora.

### Política
Com a entrada do país no regime constitucional, em 1933, Judith pôde iniciar sua vida política, no sentido estrito. Apoiou o movimento revolucionário constitucionalista de São Paulo e, em 1934, candidatou-se ao cargo de Deputada Estadual, na qualidade de candidata avulsa: ela dispensava legenda partidária, conforme a legislação vigente. Tal atitude se justificava pelo fato de discordar da então política estadual em vigor, à época sob orientação da Interventoria. Em 1938, numa ocasião em que esteve no Rio de Janeiro, conheceu Talma Rodrigues Ribeiro, prefeito da Serra de 1945 a 1946, então funcionário do Instituto de Aposentadoria e Pensões dos Comerciários (IAPC), de quem ficaria noiva alguns meses mais tarde. Casou-se com ele no mesmo ano, em Vitória. Em 29 de março de 1947, Judith foi a única mulher a tomar posse na cadeira de Deputada Estadual do Espírito Santo, eleita com 1 170 votos. Assumiu o mandato na Assembleia Constituinte, pelo Partido Social Democrático (PSD). Judith exercia no partido o cargo de Primeira-Secretária. A partir daí, foi deputada estadual por quatro legislaturas consecutivas, até 1962, quanto não conseguiu reeleger-se, ficando como suplente.
Católica, participou de várias instituições, dentre elas a Associação de Nossa Senhora Auxiliadora, da qual foi membro da Comissão Zeladora da Igreja. Além disso, por dezoito anos, foi, ao mesmo tempo, primeira-secretária e membro-fundador do Hospital Santa Rita de Cássia, nome escolhido por sua sugestão. Pertenceu, também, à Associação das Filhas de Maria Imaculada do Colégio do Carmo. Fez parte da comissão pró-construção da Colônia Pedro Fontes, além de ter sido membro da Campanha da Bondade, promotora de eventos para arrecadar recursos financeiros para a construção do Preventório Alzira Bley, em Itanhenga, para proteção dos filhos de hansenianos. Fez parte, também, da Comissão pró-Obras da Catedral Metropolitana de Vitória, tendo sido indicada pelo Bispo D. Luiz Scortegagna e pelo Conselho Episcopal.
Judith foi, ainda, membro da Sociedade dos Amigos de Alberto Torres, com sede no Rio de Janeiro. Participou do Conselho Estadual de Educação, na qual ocupava o cargo de Secretária da Comissão do Ensino Médio. Escrevia, periodicamente, artigos para o jornal Diário da Manhã e para as revistas Vida Capixaba, Canaã, Revista do DSP, Revista da Educação, quase todas editadas pelo estado do Espírito Santo. Publicou, ainda, crônicas e relatos da vida social do município da Serra, no jornal A Gazeta. Em 1980, por fim, publicou o livro Presença, uma coletânea de vários trabalhos e crônicas. Esse livro foi doado à Igreja a fim de que esta conseguisse auferir recursos destinados aos pobres.
Em 1949, fundou e tornou-se a primeira Presidente da Academia Feminina de Letras do Estado do Espírito Santo. Em 25 de agosto de 1949, ingressou na Associação Espírito-Santense de Imprensa (AEI). Além disso, foi membro do Instituto Histórico e Geográfico do Estado do Espírito Santo e membro da Academia Anapolina de Filosofia, Ciências e Letras de Goiás. Em 1962, decidiu encerrar a carreira política, não participando mais de nenhuma disputa eleitoral. No dia 4 de junho de 1963, aposentou-se na Escola Normal Pedro II. Antes, o então governador do estado Francisco Lacerda de Aguiar a convidou para ocupar o cargo de Ministra do Tribunal de Contas do Espírito Santo. Voltou a lecionar no Ginásio São Vicente de Paulo em agosto até aposentar-se no fim do ano de 1974. Em 10 de setembro de 1981, ao tomar posse na Cadeira 12 da Academia Espírito-Santense de Letras foi a primeira mulher a pertencer à instituição.

## Morte e legado
Aproximadamente dois meses após a solenidade de posse na Academia de Letras, Judith ficou gravemente doente, na cidade do Rio de Janeiro, tendo sido operada no Hospital Beneficência Portuguesa. Retornou a Vitória, mas a doença se agravou, após as festas de fim de ano de 1981, das quais participou. Retornou ao Hospital no Rio de Janeiro, onde morreu no dia 23 de março de 1982.
Em uma homenagem a Judith, em 1975, na Assembléia Legislativa, o escritor Eurípedes Queiroz do Valle, na solenidade, comentou o discurso de Judith com uma jovem professora a seu lado: "Veja senhorita como é bela a língua portuguesa, quando nos lábios de quem a conhece e sabe manejá-la com maestria". A escritora capixaba Neida Lúcia de Moraes no Caderno Especial do jornal A Gazeta de 8 de março de 2004, página 2, em homenagem a Judith, disse: "Judith foi uma pioneira na política e na vida capixaba. Parlamentar ativa, era uma deputada dinâmica e muito participativa na Assembleia. Foi também a primeira mulher a ingressar na Academia Espírito-Santense de Letras. Sem dúvida, ela foi um exemplo de mulher pioneira e batalhadora". Por ter prestado serviço relevante à sociedade, foi escolhida para dar nome ao prédio administrativo da Câmara Municipal da Serra.
No ano de 2007, o casarão de sua família e em que Judith viveu boa parte da vida na cidade de Serra, foi convertido em um museu, o Museu Histórico da Serra. Entre o acervo estão presentes uma série de documentos, móveis, objetos (como cachimbos, binóculos e espelhos), obras de artes e itens relacionados a história de seus moradores ilustres e sobre a constituição do município.